# Omedelbarhetsprincipen
Omedelbarhetsprincipen är i Sverige en juridisk princip som innebär att domar endast får grundas på vad som förekommit under huvudförhandling. Principen stadgas i 17 kap. 2 § rättegångsbalken för tvistemål och 30 kap. 2 § för brottmål.
Principen innebär bland annat att en omständighet, ett yrkande eller ett bevis som inte åberopas, eller går att sluta sig till från vad som förekommit vid huvudförhandlingen, inte får ingå i det som domstolen baserar sitt beslut på. Detta gäller även eventuella kunskaper som enskilda domare förvärvat utanför ramen för sin yrkesutövning, med undantag för så kallad notoriska fakta. 
För att principen ska vara tillämplig krävs således att målet tas upp till huvudförhandling. I de fall så inte görs grundas domen istället på innehållet i de inkomna handlingarna samt vad som i övrigt framkommit i målet. Ytterligare undantag finns i fall där huvudförhandlingen hålls i förenklad form.